# Стар Трек: Вояджър
Стар Трек: Вояджър (на английски: Star Trek:Voyager, VOY или VGR) е четвъртият научнофантастичен сериал основан на „Стар Трек“ вселената. Създатели са Рик Бърман, Майкъл Пилър и Джери Тейлър.
Пилотният епизод, „Пазачът“ (на английски: Caretaker) е излъчен за първи път на 16 януари 1995 година. На 23 май 2001 е излъчен последния епизод на сериала, „Край на играта“ (на английски: Endgame).

## Сюжет
Внимание:  Текстът по-долу разкрива сюжета на произведението (или части от него)!
В първия епизод (Пазачът (на английски: Caretaker), 2371 г.) новият космически кораб на Федерацията „Вояджър“ (на английски: USS Voyager) получава първата си мисия – да намери кораба на терористката организация „Маки“ (на английски: Maquis).
По случайно стечение на обстоятелствата и двата кораба попадат в пространствена аномалия, създадена от съществото – Пазачът, и са извхърлени в Квадранта Делта, на 70 хиляди светлинни години разстояние от Земята.
Екипажите на Вояджър и Маки са принудени да се обединят, след като се натъкват на първия си враг в този квадрант Кейзон. От този момент нататък двата екипажа разчитат на обединените си усилия за да оцелеят.
Екипажите създават ново командване, което по време на 7 телевизионни сезона успява да се завърне у дома. По време на пътешествието си правят нови открития и се срещат с опасни врагове: Видианците, Боргите и Вид 8472.

## Актьорски състав
| Герой           | Ранг                                         | Актьор                | Длъжност                                                                                    |
| --------------- | -------------------------------------------- | --------------------- | ------------------------------------------------------------------------------------------- |
| Катрин Джейнуей | Капитан                                      | Кейт Мългрю           | Капитан на Вояджър                                                                          |
| Чакоте          | Бивш бунтовник, Лейтенант Командир           | Робърт Белтран        | Първи Офицер                                                                                |
| Тувок           | Лейтенант, после Лейтенант Командир          | Тим Ръс               | Тактически офицер/началник на службата за безопасност                                       |
| Б'Елана Торес   | Бивш бунтовник, Лейтенант                    | Роксан Доусън         | Главен инженер                                                                              |
| Том Парис       | Лейтенант, понижен в Мичман, после Лейтенант | Робърт Дънкън Макнийл | Пилот, асистент на доктора                                                                  |
| Хари Ким        | Мичман                                       | Гарет Уанг            | Операционен офицер                                                                          |
| Доктор          | Главен доктор                                | Робърт Пикардо        | Холограма за спешна медицинска помощ                                                        |
| Ниликс          | няма ранг                                    | Итан Филипс           | Готвач на кораба, дипломатически съветник, по-късно посланик на Старфлийт в Квадранта Делта |
| Кес             | няма ранг                                    | Дженифер Лиен         | асистент на доктора (1 – 3 сезон)                                                           |
| Седма от Девет  | няма ранг                                    | Джери Райън           | Инженер (4 – 7 сезон)                                                                       |